# A Girl Called Dusty
A Girl Called Dusty är ett musikalbum av Dusty Springfield lanserat 1964 på Philips Records. Albumet var hennes debutalbum. Springfield hade 1963 solodebuterat med singeln "I Only Want to Be with You" som blev en singelhit både i USA och Storbritannien. Låten togs dock inte med på albumet som domineras av amerikanska R&B-kompositioner. Albumet sålde bra i hemlandet och blev sexa på UK Albums Chart.
I USA släpptes albumet i en omarbetad version under titeln Stay Awhile/I Only Want to Be with You där de två titelmelodierna lagts till.
A Girl Called Dusty var en av titlarna i boken 1001 album du måste höra innan du dör.

## Låtlista
1. "Mama Said"
2. "You Don't Own Me"
3. "Do Re Mi"
4. "When the Lovelight Starts Shining Through His Eyes"
5. "My Coloring Book"
6. "Mockingbird"
7. "Twenty Four Hours from Tulsa"
8. "Nothing"
9. "Anyone Who Had a Heart"
10. "Will You Love Me Tomorrow"
11. "Wishin' and Hopin' "
12. "Don't You Know"